# Thane Camus
Thane Camus (セイン・カミュ Tāne Kamyu?,  Nueva York, Estados Unidos, 27 de noviembre de 1970) es un actor y tarento estadounidense, cuya toda su carrera ha sido desarrollada en Japón.

## Biografía

### Primeros años
Thane Alexander Camus nació el 27 de noviembre de 1970 en la ciudad de Nueva York, Estados Unidos, hijo de padre francés-americano y madre inglesa. Su tío abuelo (el hermano menor de su abuelo) fue el novelista ganador del Premio Nobel, Albert Camus. Su madre se divorció de su padre poco después de su nacimiento y volvió a contraer matrimonio con un hombre japonés. Debido al trabajo de su padrastro, Camus y su familia se trasladaron numerosas veces de país hasta establecerse en Japón cuando tenía seis años de edad. 
Camus se graduó de un internado en Fujisawa, Kanagawa, y fue el primer hombre en graduarse de la Saint Maur International School tras convertirse en una escuela mixta. Posteriormente ingresó a la Universidad Hofstra, Long Island, pero abandonó sus estudios y regresó a Japón. Tras su regreso a Japón, Camus comenzó a actuar como extra y modelo, apareció en programas de televisión y también comenzó a ejercer como tarento.

### Carrera
Camus fue invitado regular en el programa Sanma's Super Karakuri TV de Sanma Akashiya durante muchos años, en el cual que interrogaba a transeúntes japoneses en inglés y extranjeros en japonés en las calles de Tokio. También ha aparecido como invitado especial en múltiples espectáculos de variedades. 
En 2005, Camus abandonó su agencia de talentos, R&A Promotions. Desde entonces, ha cofundado su propia agencia, "Eclipse Production", la cual se centra en profesionales extranjeros que buscan trabajo en el negocio de la radiodifusión japonesa.
A partir de 2019, Camus es coanfitrión de J-Trip Plan, un programa de viajes en inglés de la emisora nacional japonesa NHK.

## Filmografía

### Películas animadas
- Crayon Shin-chan: The Legend Called: Dance! Amigo!

### Videojuegos
- Valkyria Chronicles IV (Xanthus)

### Televisión
- Zero: Black Blood (Ring)
- Garo: Makai no Hana (Luke/Stellas)
- Kamen Rider Ghost (Steve Bills)